# Миддлбрук, Крис
Кристофер Джон Миддлбрук (англ. Christopher John Middlebrook; род. 7 августа 1957 года) — американский юрист, писатель, игрок и тренер по хоккею с мячом. Президент Ассоциации хоккея с мячом США.

## Ранние годы
Крис Миддлбрук родился в Миннеаполисе, штат Миннесота. Миддлбрук учился в Washburn High School, где зарекомендовал себя как разносторонний спортсмен. С 1975 по 1979 года обучался в колледже имени Густава Адольфа, где изучал русский язык, бизнес, историю и политологию. Также Крис был членом хоккейной команды колледжа. Затем в 1983 году Миддлбрук получил степень доктора юриспруденции в Университете Миннесоты.

## Хоккей с мячом
Крис Миддлбрук начал заниматься хоккеем с мячом в декабре 1980 года, когда в США с целью популяризации хоккея с мячом приехал швед Гуннар Фаст. В составе команды «Minnesota Bandolier» в сезоне 1980-81 стал первым чемпионом США. Позднее в октябре 1981 года вошёл в состав первой сборной США, участвовавшей в международных турнирах.
Миддлбрук играл на позиции защитника в качестве либеро. В качестве игрока он стал 14-кратным чемпионом США, 13-кратным обладателем Североамериканского кубка, 5-кратным чемпионом США по ринк-бенди, 2-кратным обладателем Североамериканского кубка по ринк-бенди. Выступал за клуб «Minnesota Bandolier», а в сезоне 1983-84 годов за шведскую команду «Skovde BK», став таким образом первым североамериканским игроком, игравшим в чемпионате Швеции. С 1981 по 2002 года выступал за сборную США по хоккею с мячом, в течение 15 лет являлся капитаном сборной.
В качестве тренера является 4-кратным чемпионом США, 2-кратным обладателем Североамериканского кубка. Является тренером «Minnesota Bandolier» (с 2014 года) и ассистентом главного тренера женской сборной США (с 2017 года). В 1999—2005 и 2008—2011 годах был главным тренером сборной США. Также тренировал команды «Dynamo Washburn», «Saints», «Eagles», юношеские сборные США (U-15).
Президент Ассоциации хоккея с мячом США (1992—1996, 2004-по настоящее время). Член олимпийского комитета Международной федерации хоккея с мячом. Сооснователь Североамериканского кубка и Международного летнего лагеря по хоккею с мячом в США, основатель Североамериканского кубка по ринк-бенди.
В 2014 году Крис Миддлбрук был включён в Зал славы хоккея с мячом США.

## Писатель
Крис Миддлбрук является автором книги «The Bandy Chronicles — My Pursuit of a Forgotten Sport» («Хроники хоккея с мячом. Моя страсть к забытому спорту») — коллекции 118 коротких историй, повествующих о его жизни и воспоминаниях, накопленных за годы хоккейной деятельности. «Хроники хоккея с мячом» были впервые опубликованы в декабре 2019 года. Книга доступна в США, Скандинавии, России и других странах, практикующих хоккей с мячом. Множество историй были переведены на русский и итальянский языки.
В 1984-85 годах Миддлбрук работал в «The Rollerblade Company». В эти годы в качестве безымянного автора он отредактировал и написал книгу «Rollerblades, Dryland Training For Ice Hockey» («Тренировки по хоккею с шайбой на роликовых коньках»). Было издано 25000 копий, которые разослали хоккейным тренерам в СЩА и Канаде.
Также Миддлбрук является автором различных статей о хоккее с мячом и хоккее с шайбой.

## Юридическая деятельность
В марте 1988 Крис Миддлбрук начал активную юридическую деятельность, присоединившись к фирме «Weinard/Webb Law Firm». В 1995 году он открыл свою собственную юридическую фирму «Middlebrook Law». Его специализацией было представление интересов истцов в делах о компенсации работникам, а также исках о телесных повреждениях.
В 1999 году Миддлбрук впервые попал в список «Лучшие юристы Миннесоты». В дальнейшем он попадал в него ежегодно до своего выхода на пенсию в 2017 году. Также Крис Миддлбрук попадал в списки «Кто есть кто среди Североамериканских юристов» и «Лучшие адвокаты в Северной Америке». За годы своей юридической деятельности Миддлбрук представлял интересы более чем 5200 клиентов, большинство из которых были иммигранты. Он проводил семинары по непрерывному юридическому образованию[eng] на тему «Устранение предвзятости».

## Личная жизнь
Крис Миддлбрук родился в семье физика Джона Миддлбрука и Филлис Миддлбрук. У него есть две сестры, Джоан и Апофия, а также два брата, Уильям и Джефф.
С 1984 года состоит в браке с Кэтрин Янг Миддлбрук. Они были одногруппниками в Юридической школе Миннесотского университета. Кэтрин — главный апелляционный государственный защитник штата Миннесота.
У пары есть двое детей — Йен, родился в 1991, и Дилейни, родилась в 1993. Оба занимаются хоккеем. В детстве тренировались под руководством Криса, который был главным тренером «Washburn Youth Hockey Association». Йен является 5-кратным чемпионом США по хоккею с мячом, дважды представлял сборную США на чемпионатах мира по хоккею с мячом. Дилейни выступала за профессиональные хоккейные клубы «HV71» и «Юргорден» в шведской Элитсерии.